# The Radio One Sessions (альбом Сида Барретта)
| Оценки критиков | Оценки критиков |
| Источник        | Оценка          |
| --------------- | --------------- |
| Allmusic        | [ 1 ]           |
| BBC             | (положительная) |
| Pitchfork       | 6.3/10          |

The Radio One Sessions — концертный альбом британского рок-музыканта Сида Барретта, был издан фирмой Strange Fruit Records в 2004 году.

## Об альбоме
Альбом содержит весь материал изданный на EP Peel Session, который Барретт записал 24 февраля 1970 года, плюс три неизданных песни, записанные на шоу Боба Харриса 16 февраля 1971 года. Поскольку в архивах Би-би-си не сохранился оригинальный материал этого шоу, песни были взяты из бутлега, записанного в ходе оригинальной трансляции одним из звукорежиссёров.

## Список композиций
Все песни написаны Сидом Барреттом (возможно, за исключением «Two of a Kind»).
1. «Terrapin» — 3:09
2. «Gigolo Aunt» — 3:42
3. «Baby Lemonade» — 2:34
4. «Effervescing Elephant» — 1:02
5. «Two of a Kind» — 2:35
6. «Baby Lemonade» — 2:23
7. «Dominoes» — 3:02
8. «Love Song» — 1:27

## Участники записи
- Сид Барретт – акустическая гитара, вокал
- Дэвид Гилмор – бас-гитара, электрогитара, электроорган, бэк-вокал
- Джерри Ширли – перкуссия
- Пит Дэунси: продюсер
- Джон Мьюир: продюсер
- Барри Пламмер: фото для обложки